# Runów (przystanek kolejowy)
Runów – przystanek osobowy kolejki wąskotorowej w Runowie, w gminie Piaseczno, w województwie mazowieckim, w Polsce.
Odcinek linii kolejowej pomiędzy Gołkowem a Grójcem przebiegający przez przystanek oddano do użytku 10 kwietnia 1914, jednak sam przystanek powstał w październiku 1949 roku. Na przystanku nigdy nie było budynku dworcowego. Do 1 lipca 1991 przystanek obsługiwał rozkładowy ruch pasażerski, zaś od 2002 roku jest wykorzystywany w obsłudze ruchu turystycznego.